# Thomas Mifflin

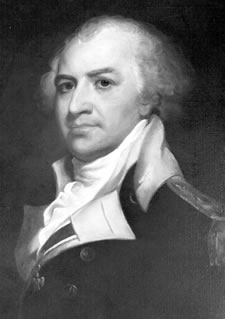
Thomas Mifflin

Thomas Mifflin (* 10. Januar 1744 in Philadelphia, Province of Pennsylvania; † 20. Januar 1800 in Lancaster, Pennsylvania) war ein US-amerikanischer Politiker sowie Major und Generalmajor im Unabhängigkeitskrieg. Von 1782 bis 1799 war er der erste Gouverneur von Pennsylvania.

## Frühe Jahre
Der Sohn eines reichen Lokalpolitikers und Kaufmanns studierte an einer Quäkerschule, bevor er an der University of Pennsylvania in Philadelphia studierte. Dort machte er mit 16 Jahren sein Examen. Die nächsten vier Jahre arbeitete er in einer Buchhaltung, ehe er 1764 Europa besuchte. Im folgenden Jahr war er mit seinem Bruder als Kaufmann tätig, doch die Politik sollte seine Zukunft bestimmen.

## Politischer Aufstieg
Thomas Mifflin war von Anfang an ein Anhänger der amerikanischen Unabhängigkeitsbewegung. Bereits im Jahr 1772 war er Abgeordneter im kolonialen Parlament von Pennsylvania. Dieses Mandat behielt er bis zum Ausbruch des Unabhängigkeitskrieges im Jahr 1775. Zwischen 1774 und 1775 war Mifflin auch Mitglied des Kontinentalkongresses, auf dem die amerikanische Unabhängigkeit beraten und vorbereitet wurde. Bei Ausbruch des Krieges verließ er den Kongress, um sich der amerikanischen Armee anzuschließen. Dort war er anfangs im Stab von George Washington tätig. Danach war er Quartiermeister. Er war an mehreren Schlachten beteiligt. In der Armee brachte er es bis zum General-Major. Überdies hat er sich offenbar zwischenzeitlich einer Verschwörung angeschlossen, die in einer kritischen Phase des Krieges die Absetzung von George Washington als Oberbefehlshaber betrieb. Daraufhin musste er seine militärische Laufbahn beenden.
Danach widmete er sich noch mehr der Politik. Zwischen 1778 und 1779 war er erneut im Repräsentantenhaus von Pennsylvania und von 1782 bis 1784 war er wieder Mitglied des Kontinentalkongresses, wobei er im Jahr 1783 sogar dessen Präsident war. 1787 war Mifflin Mitglied der Versammlung, die die US-Verfassung ausarbeitete. Von 1789 bis 1790 war er Vorsitzender der verfassungsgebenden Versammlung von Pennsylvania. Von 1788 bis 1790 war er auch Vorsitzender des Regierungsrats (Executive Council), was in etwa dem späteren Amt des Gouverneurs entsprach. Dieser Regierungsrat hat Pennsylvania seit der amerikanischen Unabhängigkeit bis zum Inkrafttreten der Verfassung im Jahr 1790 regiert.

## Gouverneur von Pennsylvania
Nach den Bestimmungen der 1790 verabschiedeten Landesversammlung wurde Mifflin als Kandidat der Föderalistischen Partei zum ersten Gouverneur unter der neuen Verfassung gewählt. Nachdem er zweimal wiedergewählt worden war, blieb er bis zum 17. Dezember 1799 im Amt. In seiner Amtszeit kam es im Jahr 1794 zu der so genannten Whiskey-Rebellion im westlichen Teil des Staates. Hintergrund war eine im Jahr 1791 eingeführte Steuer auf alkoholische Getränke wie z.Whiskey, die in Pennsylvania Empörung und Unzufriedenheit auslöste. Der Gouverneur weigerte sich, dem Befehl von Präsident Washington nachzukommen, um die Rebellion niederzuschlagen. Dabei ging es um die Frage der Machtverteilung zwischen den Einzelstaaten und der Bundesregierung. Zu diesem Zweck wurde ein Gesetz in Pennsylvania geschaffen, das den Gouverneur zum Einsatz der Miliz ermächtigte. Aufgrund dieses Gesetzes, und nicht wegen des Befehls von Washington, konnte Mifflin dann die Rebellion niederschlagen. In Mifflins Amtszeit entstanden in Pennsylvania die ersten politischen Parteien.
Als Gouverneur musste er eine neue Verwaltung aufbauen. Er versuchte auch den aus der Zeit der amerikanischen Revolution stammenden Schuldenberg abzubauen. Gleichzeitig wurden neue Gesetze erarbeitet und in Kraft gesetzt. Auch das Bank- und Transportwesen wurde unter staatliche Aufsicht gestellt. In seiner letzten Amtszeit seit 1797 bekam Mifflin gesundheitliche und auch finanzielle Probleme.

## Lebensabend und Tod
Nach dem Ende seiner Amtszeit war Mifflin noch kurz Abgeordneter im Landesparlament, ehe er im Januar 1800 verarmt und ohne Erben verstarb. Er war mit Sarah Morris verheiratet und wurde in Lancaster beigesetzt.
Mifflin County ist nach ihm benannt.